# Emmanuel Arène
Pour les articles homonymes, voir Arène (homonymie).
Emmanuel Arène (1er janvier 1856 à Ajaccio, Corse-du-Sud - 15 août 1908 à Le Fayet, Haute-Savoie) est un homme politique français et un écrivain.

## Le chef de clan républicain
Sa famille dont l'origine lointaine est à Solliès-Pont a réussi à Ajaccio. Le père est négociant et président du Tribunal de commerce. En 1871, Emmanuel, élève de seconde au lycée se fait remarquer par son attitude républicaine.
Il entreprend des études de droit à Aix puis monte à Paris en 1875. Remarqué par l'écrivain Edmond About, il rentre comme rédacteur au XIXe siècle, un quotidien engagé dans l'action de Gambetta. En 1879, il est nommé chef du secrétariat particulier du ministre de l'intérieur. 
Républicain opportuniste, il devient conseiller général de la Corse pour Zicavo où il bat Jean-Charles Abbatucci, un grand notable bonapartiste. Ses amis du gouvernement républicain lui ont donné, à 24 ans, la mission d'extirper de l'île le bonapartisme insulaire. Arène va créer à son profit et à celui de la République un néo clanisme qui s'appuie sur les commerçants et industriels des villes corses plutôt que sur les propriétaires fonciers. Il a en mains tous les rouages essentiels et grâce à l'Administration il dispense ses faveurs : emplois, dérogations, crédits, de postes publics et privés, ouverture de routes, marchés publics
Cette entreprise est menée à bien. L'élection d'août 1880 battant du député bonapartiste Charles Abbatucci dans le canton de Zicavo a été un événement. N'ayant pas l'âge requis (25 ans) pour être élu, l'élection d'Arène est annulée mais il est réélu contre le même Charles Abbatucci en mars 1881. En décembre de la même année, il est élu plus jeune député de France, il est président du conseil général en septembre 1888. 
Les progrès enregistrés dans le domaine de l'instruction (une école, à quelques exceptions près, est ouverte dans chaque commune), des moyens de transport (réseaux ferré et routier), sont mis en avant par la presse d'obédience républicaine. Les préfets deviennent les personnages clefs de la vie politique locale et constituent le relais incontournable entre les autorités centrales et les autorités locales qui sont promues au rang d'agents actifs de la République, notamment en période électorale. Beaucoup de bonapartistes se rallient au régime républicaine la république dès 1892, ainsi la famille Gavini et, un temps écartés des affaires politiques locales, se retrouvent en position dominante, en 1908, après la mort d'Emmanuel Arène.
La chanson satirique à Emmanuel Arène, première grande figure du clan moderne et électoraliste reste d'actualité :"Cher Emmanuel Providentiel, homme honoré et vénéré j'attends de toi, un gros emploi, bien que je n'y voie pas plus que Pippolu. J'ai un garçon, fort polisson, qui vagabonde tout à la route que l'on procure une sinécure à ce méchant garnement. Fais le nommer comme conseiller". Emmanuel Arène a publié un recueil de nouvelles intitulé: Le Dernier Bandit en 1887.

## À Paris
Impliqué dans le scandale de Panama, la levée de son immunité parlementaire est demandée en 1892 ; il est finalement acquitté en février 1893. Dreyfusard, il sera sénateur de la Corse de septembre 1904 à sa mort.
La Corse lui doit notamment la réalisation du chemin de fer. Pendant vingt-cinq ans, il est une des célébrités de Paris. Il écrit nouvelles et pièces de théâtre qui font rire et courir le tout Paris. Sa pièce satirique, Le Roi, qui malmène le monde politique, est au répertoire de la Comédie-Française. Il meurt, en pleine gloire, le 15 août 1908 en Savoie.
Emmanuel Arène a eu comme secrétaire (bénévole) le jeune François Coty, plus tard célèbre parfumeur et propriétaire de journaux.

## Œuvres

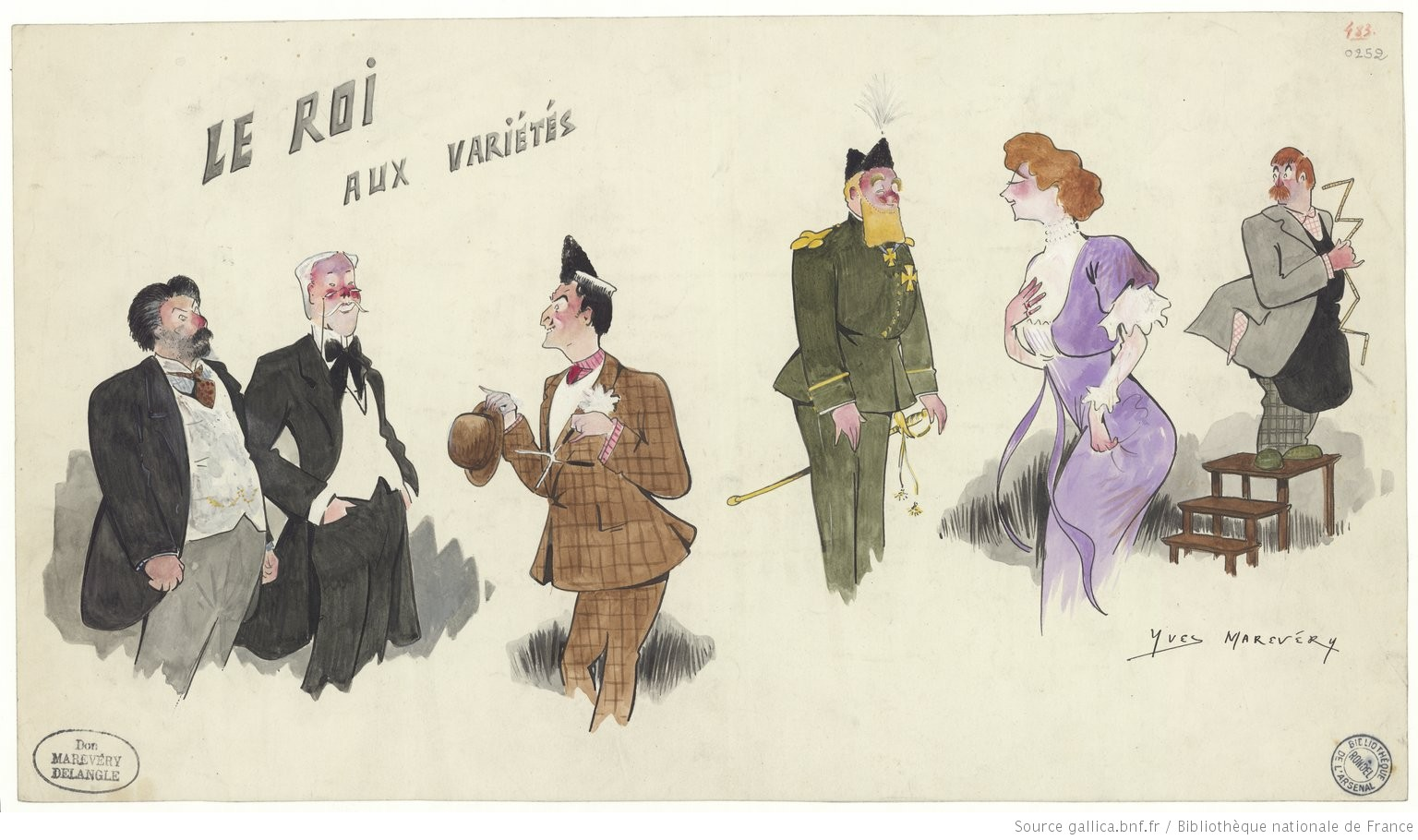
Le Roi, dessin de Yves Marevéry, 1908.

- 1907 : Paris-New York de Francis de Croisset et Emmanuel Arène, Théâtre Réjane
- 1908 : Le Roi de Robert de Flers, Gaston Arman de Caillavet, Emmanuel Arène, Théâtre des Variétés

## Sources
- « Emmanuel Arène », dans Adolphe Robert et Gaston Cougny, Dictionnaire des parlementaires français, Edgar Bourloton, 1889-1891 [détail de l’édition]
- « Emmanuel Arène », dans le Dictionnaire des parlementaires français (1889-1940), sous la direction de Jean Jolly, PUF, 1960 [détail de l’édition]